# 곽경환
곽경환(1936년 6월 22일 ~ 2022년 4월)은 대한민국의 배우이다. 1964년에는 KBS 4기 특채탤런트로 데뷔를 하였다. 태조 왕건을 끝으로 출연한 작품이 없었는데 현재는 미국으로 이민을 다녀왔고, 한국에 와서 가끔 동료 배우들을 만나기도 했다. 2022년 4월에 사망하였다.

## 드라마
- 1980년 KBS1 드라마 《후처기》
- 1980년 KBS1 드라마 《파천무》- 황보인 역
- 1981년 KBS1 특집드라마 《옛날 나 어릴적에》
- 1982년 KBS1 대하드라마 《풍운》- 선비 역
- 1983년 KBS1 대하드라마《개국》- 정운경 역
- 1984년 KBS1 대하드라마《독립문》- 윤병구 역
- 1985년 KBS1 대하드라마 《새벽》
- 1984년 KBS1 특집드라마 《휴전 6.25》
- 1986년 KBS1 특집드라마 《님의 침묵》 - 한응준 역
- 1986년 KBS1 특집드라마 《선구자》 - 하구인 역
- 1987년 KBS1 특집드라마 《87' 행복을 찾습니다》
- 1987년 KBS2 주간단막극 《큰형수》- 공장장 역
- 1987년 KBS1 특집드라마 《환멸을 찾아서》
- 1987년 KBS1 대하드라마 《토지》
- 1988년 KBS1 특집드라마 《따뜻한 남쪽나라》
- 1989년 KBS2 수목드라마 《왕룽일가》
- 1989년 KBS1 특집드라마 《조명하》
- 1989년 KBS2 수목드라마 《무풍지대》- 김철수 역
- 1989년 KBS2 일요아침드라마 《당추동 사람들》
- 1990년 KBS2 월화드라마 《파천무》- 황보인 역
- 1990년 KBS1 특집드라마 《봉숭아꽃물》
- 1990년 KBS2 수목드라마 《지구인》
- 1990년 KBS1 대하드라마 《여명의 그날》- 조완구 역
- 1991년 KBS1 특집드라마 《침묵의 땅》
- 1991년 KBS2 월화드라마 《형》
- 1994년 KBS2 월화드라마 《한명회》- 휘하 역
- 1995년 KBS1 대하드라마 《찬란한 여명》- 유후조 역
- 1995년 KBS2 수목드라마 《바람의 아들》
- 1996년 KBS1 대하드라마 《용의 눈물》- 곽선 역
- 2001년 KBS1 대하드라마 《태조 왕건》- 허월 역